# Episothalma subaurata
Episothalma subaurata là một loài bướm đêm trong họ Geometridae.